# Kane Tanaka
Kane Tanaka (Japans: 田中カ子) (Fukuoka, 2 januari 1903 – aldaar, 19 april 2022) was een Japanse supereeuwelinge en tot haar overlijden de oudste levende mens ter wereld.

## Biografie
Tanaka werd geboren in Fukuoka. Tijdens de Tweede Wereldoorlog was ze werkzaam in een winkel die rijstwafels verkocht. Dit deed ze samen met haar neef en echtgenoot Hideo Tanaka totdat hij en hun zoon vertrokken om te vechten in de oorlog. Ze ging met pensioen toen ze 63 jaar was. Haar man overleed in 1993 op 90-jarige leeftijd, na 71 jaar huwelijk.
Sinds 2005, toen ze 102 was, woonde ze in een verzorgingstehuis. Een jaar later, toen ze 103 was, werd er bij haar darmkanker gediagnosticeerd maar die werd succesvol behandeld. Ze is sindsdien nooit meer ziek geweest. Volgens Tanaka dankt ze haar hoge leeftijd aan haar geloof in God.
Sinds 3 april 2017 behoort ze tot de honderd officieel erkende oudste mensen die ooit geleefd hebben. Op 22 juli 2018 werd Tanaka de oudste levende persoon ter wereld, na het overlijden van haar 117-jarige landgenote Chiyo Miyako. Ze is de eerste oudste mens ter wereld sinds de Amerikaanse Jeralean Talley in 2015, die deze titel ontving op een leeftijd jonger dan 116 jaar. Het is tevens de eerste keer dat drie Japanners elkaar opvolgen als oudste mens ter wereld: Nabi Tajima, Chiyo Miyako en Tanaka zelf.
Op 19 september 2020 overtrof Tanaka de leeftijd bij overlijden van voornoemde Nabi Tajima, waarmee ze de oudste persoon uit Japan ooit werd en de op twee na oudste wereldwijd (na Sarah Knauss en Jeanne Calment).
Sinds 9 april 2022 mocht Tanaka zich de op een na oudste (bevestigde) persoon ooit noemen, nadat zij ook Knauss in leeftijd overtrof. Tien dagen later overleed Tanaka op 119-jarige leeftijd in het ziekenhuis.